# Epitheca stella
Epitheca stella – gatunek ważki z rodziny szklarkowatych (Corduliidae). Występuje na terenie Ameryki Północnej.